# 学校法人古川学園 (三重県)
学校法人古川学園 （がっこうほうじんふるかわがくえん）とは、三重県四日市市にある学校法人。

## 概要
昭和22年に「四日市ドレスメーカー女学院」を創立し、その後学校法人として認可される。学校として60余年の歴史があり、現在では高等課程と専門課程の2つがある。
高等課程では「高校卒業」の資格を3年間で取得することができる。
専門課程の1学科「ライフテクニック科」は、就業準備と就業支援を目的としており、就業に結び付くカリキュラムをイベントサポートやボランティア活動など、様々な体験を通して身につけ、自分の進むべき道を切り拓く。

## 最寄り駅
- 近鉄名古屋線四日市駅より徒歩150m

## 運営学校
- 中部調理製菓専門学校
- 中部医療ビジネス専門学校
- 中部ライテクビジネス専門学校
- 向陽台高等学校　古川学園キャンパス